# 일본의 호출부호
이 문서에서는 일본의 호출부호에 대해 다룬다.

## 호출부호 목록

#### JO
- JO21-BS-TV : NHK BS1
- JO22-BS-TV : NHK BS2
- JO23-BS-TV : WOWOW
- JO23-BS-TAM : WOWOW
- JO23-BS-TAM1 : WINJ
- JO23-BS-TDM1 : WINJ
- JO24-BS-HDTV : NHK 디지털 위성 하이비전

#### JOA
- JOAB : NHK 도쿄 라디오 제2방송 (AM 693kHz)
  - JOAB-DTV : NHK 도쿄 교육 텔레비전 (CH 26)
- JOAC : NHK 나가사키 라디오 제2방송 (AM 1377kHz)
  - JOAC-DTV : NHK 나가사키 교육 텔레비전 (CH 13)
- JOAD : NHK 오키나와 라디오 제2방송 (AM 1125kHz)
  - JOAD-DTV : NHK 오키나와 교육 텔레비전 (CH 13)
- JOAF : 난카이 방송(RNB) 라디오 (AM 1116kHz)
  - JOAF-DTV : 난카이 방송 디지털 텔레비전 (CH 20)
- JOAG : NHK 나가사키 라디오 제1방송 (AM 684kHz)
  - JOAG-DTV : NHK 나가사키 종합 텔레비전 (CH 15)
  - JOAG-FM : NHK 나가사키 FM방송
- JOAK : NHK 도쿄 라디오 제1방송 (AM 594kHz)
  - JOAK-DTV : NHK 도쿄 종합 TV (CH 27)
  - JOAK-FM : NHK 도쿄 FM방송
- JOAP : NHK 오키나와 라디오 제1방송 (AM 549kHz)
  - JOAP-DTV : NHK 오키나와 종합 텔레비전 (CH 17)
  - JOAP-FM : NHK 오키나와 FM방송
- JOAR : CBC 라디오 (AM 1053kHz)
- JOAU
  - JOAU-FM : TOKYO FM
- JOAV
  - JOAV-FM : J-WAVE
- JOAX
  - JOAX-DTV : 닛폰 TV 디지털 텔레비전 (CH 25)
- JOAY
  - JOAY-DTV : ABC 디지털 텔레비전 (CH 15)
- JOAZ
  - JOAZ-FM : 디지털라디오추진협회

#### JOB
- JOBB : NHK 오사카 라디오 제2방송 (AM 828kHz)
  - JOBB-DTV : NHK 오사카 교육 TV (CH 13)
- JOBF : 구마모토 방송(RKK) 라디오 (AM 1197kHz)
  - JOBF-DTV : 구마모토 방송(RKK) 디지털 TV (CH 41)
- JOBH
  - JOBH-DTV : TV 오사카 (CH 18)
- JOBK : NHK 오사카 라디오 제1방송 (AM 666kHz)
  - JOBK-DTV : NHK 오사카 종합 텔레비전 (CH 24)
  - JOBK-FM : NHK 오사카 FM방송
- JOBL
  - JOBL-DTV : 비와코 방송 (BBC) 디지털 텔레비전 (CH 20)
- JOBM
  - JOBM-DTV : 홋카이도 문화 방송 (UHB) 디지털 텔레비전 (CH 25)
- JOBP
  - JOBP-DTV : NHK 우쓰노미야 종합 텔레비전
  - JOBP-FM : NHK 우쓰노미야 FM방송
- JOBR : 교토 방송 (KBS) 라디오 (AM 1143kHz)
  - JOBR-DTV : 교토 방송 디지털 텔레비전 (CH 23)
- JOBX
  - JOBX-DTV : 오이타 아사히 방송 (OAB) 디지털 텔레비전 (CH 32)

#### JOC
- JOCB : NHK 나고야 라디오 제2방송
  - JOCB-DTV : NHK 나고야 교육 텔레비전
- JOCC : NHK 아사히카와 라디오 제2방송
  - JOCC-DTV : NHK 아사히카와 교육 텔레비전
- JOCF : 미나미니혼 방송 (MBC) 라디오 (AM 1107kHz)
  - JOCF-DTV : 미나미니혼 방송 디지털 텔레비전 (CH 40)
- JOCG : NHK 아사히카와 라디오 제1방송
  - JOCG-DTV : NHK 아사히카와 종합 텔레비전
  - JOCG-FM : NHK 아사히카와 FM방송
- JOCI
  - JOCI-DTV : TV 아이치 (TVA) 디지털 텔레비전
- JOCK : NHK 나고야 라디오 제1방송
  - JOCK-DTV : NHK 나고야 종합 텔레비전
  - JOCK-FM : NHK 나고야 FM방송
- JOCL
  - JOCL-DTV : 지바 TV (CTC) 디지털 텔레비전 (CH 30)
- JOCR : 라디오 간사이 (AM 558kHz)
- JOCX
  - JOCX-DTV : 후지 디지털 텔레비전 (CH 21)

#### JOD
- JODC : NHK 하마마쓰 라디오 제2방송
- JODF : IBC 이와테 방송 라디오 (AM 684kHz)
  - JODF-DTV : IBC 이와테 디지털 텔레비전 (CH 16)
- JODG : NHK 하마마쓰 라디오 제1방송
- JODR : 니가타 방송(BSN) 라디오 (AM 1116kHz)
  - JODR-DTV : 니가타 방송 디지털 텔레비전 (CH 17)
- JODK : 경성방송국(1945년에 광복과 함께 소유권이 미군정청으로 넘어감, 호출부호는 1947년에 HL을 할당받을 때까지 사용)
- JODX
  - JODX-DTV : 간사이 디지털 텔레비전 (CH 17)

#### JOE
- JOEF : 야마가타 방송(YBC) 라디오 (AM 918kHz)
  - JOEF-DTV : 야마가타 방송 디지털 텔레비전 (CH 16)
- JOEM
  - JOEM-DTV : 히가시닛폰 방송 (KHB) 디지털 텔레비전 (CH 28)
- JOEP
  - JOEP-DTV : NHK 미토 종합 텔레비전
  - JOEP-FM : NHK 미토 FM방송
- JOER : 주고쿠 방송(RCC) 라디오 (AM 1350khz)
  - JOER-DTV : 주고쿠 방송 디지털 텔레비전
- JOEX
  - JOEX-DTV : TV 아사히 디지털 텔레비전 (CH 24)

#### JOF
- JOFB : NHK 히로시마 라디오 제2방송
  - JOFB-DTV : NHK 히로시마 교육 텔레비전
- JOFC : NHK 후쿠이 라디오 제2방송
  - JOFC-DTV : NHK 후쿠이 교육 텔레비전
- JOFD : NHK 후쿠시마 라디오 제2방송
  - JOFD-DTV : NHK 후쿠시마 교육 텔레비전
- JOFG : NHK 후쿠이 라디오 제1방송
  - JOFG-DTV : NHK 후쿠이 종합 텔레비전
  - JOFG-FM : NHK 후쿠이 FM방송
- JOFK : NHK 히로시마 라디오 제1방송
  - JOFK-DTV : NHK 히로시마 종합 텔레비전
  - JOFK-FM : NHK 히로시마 FM방송
- JOFP : NHK 후쿠시마 라디오 제1방송
  - JOFP-DTV : NHK 후쿠시마 종합 텔레비전
  - JOFP-FM : NHK 후쿠시마 FM방송
- JOFR : RKB 마이니치 방송 라디오 (AM 1278kHz)
  - JOFR-DTV : RKB 마이니치 방송 디지털 텔레비전 (CH 30)
- JOFX
  - JOFX-DTV : 도카이 TV 방송 디지털 텔레비전 (CH 21)

#### JOG
- JOGB : NHK 구마모토 라디오 제2방송
  - JOGB-DTV : NHK 구마모토 교육 텔레비전
- JOGF : 오이타 방송(OBS) 라디오 (AM 1098kHz)
  - JOGF-DTV : 오이타 방송 디지털 텔레비전 (CH 22)
- JOGK : NHK 구마모토 라디오 제1방송
  - JOGK-DTV : NHK 구마모토 종합 텔레비전
  - JOGK-FM : NHK 구마모토 FM방송
- JOGM
  - JOGM-DTV : 히로시마 홈 TV (HOME) 디지털 텔레비전 (CH 22)
- JOGP
  - JOGP-FM : NHK 요코하마 FM방송
- JOGR : 아오모리 방송(RAB) 라디오 (AM 1233kHz)
  - JOGR-DTV : 아오모리 방송 디지털 텔레비전 (CH 28)
- JOGX
  - JOGX-DTV : 주부닛폰 방송 (CBC) 디지털 텔레비전 (CH 18)

#### JOH
- JOHB : NHK 센다이 라디오 제2방송
  - JOHB-DTV : NHK 센다이 교육 텔레비전
- JOHC : NHK 가고시마 라디오 제2방송
  - JOHC-DTV : NHK 가고시마 교육 텔레비전
- JOHD : NHK 다카마쓰 라디오 제2방송
  - JOHD-DTV : NHK 다카마쓰 교육 텔레비전
- JOHF : 산인 방송 (BSS) 라디오 (AM 900kHz)
  - JOHF-DTV : 산인 방송 디지털 텔레비전 (CH 45)
- JOHG : NHK 가고시마 라디오 제1방송
  - JOHG-DTV : NHK 가고시마 종합 텔레비전
  - JOHG-FM : NHK 가고시마 FM방송
- JOHK : NHK 센다이 라디오 제1방송
  - JOHK-DTV : NHK 센다이 종합 텔레비전
  - JOHK-FM : NHK 센다이 FM방송
- JOHP : NHK 다카마쓰 라디오 제1방송
  - JOHP-DTV : NHK 다카마쓰 종합 텔레비전
  - JOHP-FM : NHK 다카마쓰 FM방송
- JOHR : 홋카이도 방송(HBC) 라디오 (AM 1287kHz)
  - JOHR-DTV : 홋카이도 방송 디지털 텔레비전 (CH 19)

#### JOI
- JOIB : NHK 삿포로 라디오 제2방송
  - JOIB-DTV : NHK 삿포로 교육 텔레비전
- JOIC : NHK 도야마 라디오 제2방송
  - JOIC-DTV : NHK 도야마 교육 텔레비전
- JOID : NHK 오이타 라디오 제2방송
  - JOID-DTV : NHK 오이타 교육 텔레비전
- JOIF : 규슈 아사히 방송 (KBC) 라디오 (AM 1413kHz)
  - JOIF-DTV : 규슈 아사히 방송 디지털 텔레비전 (CH 31)
- JOIG : NHK 도야마 라디오 제1방송
  - JOIG-DTV : NHK 도야마 종합 텔레비전
  - JOIG-FM : NHK 도야마 FM방송
- JOII
  - JOII-DTV : TV 이와테 (TVI) 디지털 텔레비전 (CH 18)
- JOIK : NHK 삿포로 라디오 제1방송
  - JOIK-DTV : NHK 삿포로 종합 텔레비전
  - JOIK-FM : NHK 삿포로 FM방송
- JOIP : NHK 오이타 라디오 제1방송
  - JOIP-DTV : NHK 오이타 종합 텔레비전
  - JOIP-FM : NHK 오이타 FM방송
- JOIQ : NHK 무로란 라디오 제1방송
  - JOIQ-DTV : NHK 무로란 종합 텔레비전
  - JOIQ-FM : NHK 무로란 FM방송
- JOIR : 도호쿠 방송 (TBC) 라디오 (AM 1260kHz)
  - JOIR-DTV : 도호쿠 방송 디지털 텔레비전 (CH 19)
- JOIX
  - JOIX-DTV : 요미우리 TV (YTV) 디지털 텔레비전 (CH 14)
- JOIZ : NHK 무로란 라디오 제2방송
  - JOIZ-DTV : NHK 무로란 교육 텔레비전

#### JOJ
- JOJB : NHK 가나자와 라디오 제2방송
  - JOJB-DTV : NHK 가나자와 교육 텔레비전
- JOJC : NHK 야마가타 라디오 제2방송
  - JOJC-DTV : NHK 야마가타 교육 텔레비전
- JOJF : 야마나시 방송 (YBS) 라디오 (AM 765kHz)
  - JOJF-DTV : 야마나시 방송 디지털 텔레비전 (CH 25)
- JOJG : NHK 야마가타 라디오 제1방송
  - JOJG-DTV : NHK 야마가타 종합 텔레비전
  - JOJG-FM : NHK 야마가타 FM방송
- JOJK : NHK 가나자와 라디오 제1방송
  - JOJK-DTV : NHK 가나자와 종합 텔레비전
  - JOJK-FM : NHK 가나자와 FM방송
- JOJR : 시코쿠 방송 (JRT) 라디오 (AM 1269kHz)
  - JOJR-DTV : 시코쿠 방송 디지털 텔레비전 (CH 31)

#### JOK
- JOKB : NHK 오카야마 라디오 제2방송
  - JOKB-DTV : NHK 오카야마 교육 텔레비전
- JOKC : NHK 고후 라디오 제2방송
  - JOKC-DTV : NHK 고후 교육 텔레비전
- JOKD : NHK 기타미 라디오 제2방송
  - JOKD-DTV : NHK 기타미 교육 텔레비전
- JOKF : 니시닛폰 방송 (RNC) 라디오 (AM 1449kHz)
  - JOKF-DTV : 니시닛폰 방송 디지털 텔레비전 (CH 20)
- JOKG : NHK 고후 라디오 제1방송
  - JOKG-DTV : NHK 고후 종합 텔레비전
  - JOKG-FM : NHK 고후 FM방송
- JOKK : NHK 오카야마 라디오 제1방송
  - JOKK-DTV : NHK 오카야마 종합 텔레비전
  - JOKK-FM : NHK 오카야마 FM방송
- JOKM
  - JOKM-DTV : TV 가나가와 (TVK) 디지털 텔레비전 (CH 18)
- JOKP : NHK 기타미 라디오 제1방송
  - JOKP-DTV : NHK 기타미 종합 텔레비전
  - JOKP-FM : NHK 기타미 FM방송
- JOKR : TBS 라디오 (AM 954kHz)
- JOKX
  - JOKX-DTV : 삿포로 TV 방송 디지털 텔레비전 (CH 21)

#### JOL
- JOLB : NHK 후쿠오카 라디오 제2방송
  - JOLB-DTV : NHK 후쿠오카 교육 텔레비전
- JOLC : NHK 돗토리 라디오 제2방송
  - JOLC-DTV : NHK 돗토리 교육 텔레비전
- JOLF : 닛폰 방송 (AM 1242kHz)
- JOLG : NHK 돗토리 라디오 제1방송
  - JOLG-DTV : NHK 돗토리 종합 텔레비전
  - JOLG-FM : NHK 돗토리 FM방송
- JOLK : NHK 후쿠오카 라디오 제1방송
  - JOLK-DTV : NHK 후쿠오카 종합 텔레비전
  - JOLK-FM : NHK 후쿠오카 FM방송
- JOLP
  - JOLP-FM : NHK 사이타마 FM방송
- JOLR : 기타니혼 방송 (KNB) 라디오 (AM 738kHz)
  - JOLR-DTV : 기타니혼 방송 디지털 텔레비전 (CH 28)

#### JOM
- JOMC : NHK 미야자키 라디오 제2방송
  - JOMC-DTV : NHK 미야자키 교육 텔레비전
- JOMF : NBC 라디오 사세보 (AM 1098kHz)
- JOMG : NHK 미야자키 라디오 제1방송
  - JOMG-DTV : NHK 미야자키 종합 텔레비전
  - JOMG-FM : NHK 미야자키 FM방송
- JOML
  - JOML-DTV : 군마 TV (GTV) 디지털 텔레비전 (CH 19)
- JOMM
  - JOMM-DTV : 미야기 TV 방송 (MMT) 디지털 텔레비전 (CH 24)
- JOMP
  - JOMP-FM : NHK 지바 FM방송
- JOMR : 호쿠리쿠 방송 (MRO) 라디오 (AM 1107kHz)
  - JOMR-DTV : 호쿠리쿠 방송 디지털 텔레비전 (CH 14)
- JOMX
  - JOMX-DTV : 도쿄 메트로폴리탄 디지털 텔레비전 (CH 16)

#### JON
- JONB : NHK 나가노 라디오 제2방송
  - JONB-DTV : NHK 나가노 교육 텔레비전
- JONF : 미야자키 방송 (MRT) 라디오 (AM 936kHz)
  - JONF-DTV : 미야자키 방송 디지털 텔레비전 (CH 15)
- JONK : NHK 나가노 라디오 제1방송
  - JONK-DTV : NHK 나가노 종합 텔레비전
  - JONK-FM : NHK 나가노 FM방송
- JONM
  - JONM-DTV : 나라 TV 방송 (TVN) 디지털 텔레비전 (CH 29)
- JONP
  - JONP-DTV : NHK 쓰 종합 텔레비전
  - JONP-FM : NHK 쓰 FM방송
- JONR : 아사히 방송(ABC) 라디오 (AM 1008kHz)

#### JOO
- JOOC : NHK 오비히로 라디오 제2방송
  - JOOC-DTV : NHK 오비히로 교육 텔레비전
- JOOF
  - JOOF-DTV : 오키나와 TV 방송 (OTV) 디지털 텔레비전 (CH 15)
- JOOG : NHK 오비히로 라디오 제1방송
  - JOOG-DTV : NHK 오비히로 종합 텔레비전
  - JOOG-FM : NHK 오비히로 FM방송
- JOOK : NHK 교토 라디오 제1방송
  - JOOK-DTV : NHK 교토 종합 텔레비전
  - JOOK-FM : NHK 교토 FM방송
- JOOM
  - JOOM-DTV : TV 와카야마 (WTV) 디지털 텔레비전 (CH 20)
- JOOP
  - JOOP-DTV : NHK 기후 종합 텔레비전
  - JOOP-FM : NHK 기후 FM방송
- JOOR : 마이니치 방송 (MBS) 라디오 (AM 1179kHz)
  - JOOR-DTV : MBS 디지털 텔레비전 (CH 16)

#### JOP
- JOPB : NHK 시즈오카 라디오 제2방송
  - JOPB-DTV : NHK 시즈오카 교육 텔레비전
- JOPC : NHK 구시로 라디오 제2방송
  - JOPC-DTV : NHK 구시로 교육 텔레비전
- JOPF : 야마구치 방송 (KRY) 라디오 (AM 765kHz)
  - JOPF-DTV : 야마구치 방송 디지털 텔레비전 (CH 20)
- JOPG : NHK 구시로 라디오 제1방송
  - JOPG-DTV : NHK 구시로 종합 텔레비전
  - JOPG-FM : NHK 구시로 FM방송
- JOPK : NHK 시즈오카 라디오 제1방송
  - JOPK-DTV : NHK 시즈오카 종합 텔레비전
  - JOPK-FM : NHK 시즈오카 FM방송
- JOPP
  - JOPP-DTV : NHK 고베 종합 텔레비전
  - JOPP-FM : NHK 고베 FM방송
- JOPF : 후쿠이 방송 (FBC) 라디오 (AM 864kHz)
  - JOPF-DTV : 후쿠이 방송 디지털 텔레비전 (CH 20)

#### JOQ
- JOQB : NHK 니가타 라디오 제2방송
  - JOQB-DTV : NHK 니가타 교육 텔레비전
- JOQC : NHK 모리오카 라디오 제2방송
  - JOQC-DTV : NHK 모리오카 교육 텔레비전
- JOQF : HBC 라디오 무로란 (AM 864kHz)
- JOQG : NHK 모리오카 라디오 제1방송
  - JOQG-DTV : NHK 모리오카 종합 텔레비전
  - JOQG-FM : NHK 모리오카 FM방송
- JOQK : NHK 니가타 라디오 제1방송
  - JOQK-DTV : NHK 니가타 종합 텔레비전
  - JOQK-FM : NHK 니가타 FM방송
- JOQP : NHK 히코네 라디오 제1방송
  - JOQP-DTV : NHK 오쓰 종합 텔레비전
  - JOQP-FM : NHK 오쓰 FM방송
- JOQR : 분카 방송 (AM 1134kHz)

#### JOR
- JORB : NHK 고치 라디오 제2방송
  - JORB-DTV : NHK 고치 교육 텔레비전
- JORF : RF 라디오 닛폰 (AM 1422kHz)
- JORK : NHK 고치 라디오 제1방송
  - JORK-DTV : NHK 고치 종합 텔레비전
  - JORK-FM : NHK 고치 FM방송
- JORM
  - JORM-DTV : TV 신히로시마 (TSS) 디지털 텔레비전 (CH 23)
- JORP
  - JORP-DTV : NHK 와카야마 종합 텔레비전
  - JORP-FM : NHK 와카야마 FM방송
- JORR : 류큐 방송 (RBC) 라디오 (AM 738kHz)
  - JORR-DTV : 류큐 방송 디지털 텔레비전 (CH 14)
- JORX
  - JORX-DTV : TBS 디지털 텔레비전 (CH 22)

#### JOS
- JOSB : NHK 기타큐슈 라디오 제2방송
  - JOSB-DTV : NHK 기타큐슈 교육 텔레비전
- JOSD
  - JOSD-DTV : NHK 사가 교육 텔레비전
- JOSF : 도카이 라디오 방송 (AM 1332kHz)
- JOSK : NHK 기타큐슈 라디오 제1방송
  - JOSK-DTV : NHK 기타큐슈 종합 텔레비전
  - JOSK-FM : NHK 기타큐슈 FM방송
- JOSP : NHK 사가 라디오 제1방송
  - JOSP-DTV : NHK 사가 종합 텔레비전
  - JOSP-FM : NHK 사가 FM방송
- JOSR : 신에쓰 방송 (SBC) 라디오 (AM 1098kHz)
  - JOSR-DTV : 신에쓰 방송 디지털 텔레비전 (CH 16)

#### JOT
- JOTB : NHK 마쓰에 라디오 제2방송
  - JOTB-DTV : NHK 마쓰에 교육 텔레비전
- JOTC : NHK 아오모리 라디오 제2방송
  - JOTC-DTV : NHK 아오모리 교육 텔레비전
- JOTG : NHK 아오모리 라디오 제1방송
  - JOTG-DTV : NHK 아오모리 종합 텔레비전
  - JOTG-FM : NHK 아오모리 FM방송
- JOTK : NHK 마쓰에 라디오 제1방송
  - JOTK-DTV : NHK 마쓰에 종합 텔레비전
  - JOTK-FM : NHK 마쓰에 FM방송
- JOTP
  - JOTP-DTV : NHK 마에바시 종합 텔레비전
  - JOTP-FM : NHK 마에바시 FM방송
- JOTR : 아키타 방송 (ABS) 라디오 (AM 936kHz)
  - JOTR-DTV : 아키타 방송 (ABS) 라디오 (CH 35)
- JOTX
  - JOTX-DTV : TV도쿄 디지털 텔레비전 (CH 23)

#### JOU
- JOUB : NHK 아키타 라디오 제2방송
  - JOUB-DTV : NHK 아키타 교육 텔레비전
- JOUC : NHK 야마구치 라디오 제2방송
  - JOUC-DTV : NHK 야마구치 교육 텔레비전
- JOUD
  - JOUD-DTV : 방송대학 디지털 텔레비전 (CH 12)
- JOUF : OBC 라디오 오사카 (AM 1314kHz)
- JOUG : NHK 야마구치 라디오 제1방송
  - JOUG-DTV : NHK 야마구치 종합 텔레비전
  - JOUG-FM : NHK 야마구치 FM방송
- JOUK : NHK 아키타 라디오 제1방송
  - JOUK-DTV : NHK 아키타 종합 텔레비전
  - JOUK-FM : NHK 아키타 FM방송
- JOUP
  - JOUP-DTV : NHK 나라 종합 텔레비전
  - JOUP-FM : NHK 나라 FM방송
- JOUR : 나가사키 방송 (NBC) 라디오 (AM 1233kHz)
  - JOUR-DTV : 나가사키 방송 디지털 텔레비전 (CH 14)
- JOUX
  - JOUX-DTV : 니가타 TV21 디지털 텔레비전 (CH 23)

#### JOV
- JOVB : NHK 하코다테 라디오 제2방송
  - JOVB-DTV : NHK 하코다테 교육 텔레비전
- JOVF : 와카야마 방송 (WBS) 라디오 (AM 1431kHz)
- JOVK : NHK 하코다테 라디오 제1방송
  - JOVK-DTV : NHK 하코다테 종합 텔레비전
  - JOVK-FM : NHK 하코다테 FM방송
- JOVR : 시즈오카 방송 (SBS) 라디오 (AM 1404kHz)
  - JOVR-DTV : 시즈오카 방송 디지털 텔레비전 (CH 15)

#### JOW
- JOWF : STV 라디오 (AM 1440kHz)
- JOWR : RFC 라디오 후쿠시마 (AM 1458kHz)

#### JOX
- JOXB
  - JOXB-DTV : NHK 도쿠시마 교육 텔레비전
- JOXF : 도치기 방송 (CRT) 라디오 (AM 1530kHz)
- JOXK : NHK 도쿠시마 라디오 제1방송
  - JOXK-DTV : NHK 도쿠시마 종합 텔레비전
  - JOXK-FM : NHK 도쿠시마 FM방송
- JOXR : ROK 라디오 오키나와 (AM 1530kHz)

#### JOY
- JOYF : 이바라키 방송 (IBS) 라디오 (AM 1197kHz)
- JOYR : 산요 방송 (RSK) 라디오 (AM 1494kHz)
  - JOYR-DTV : 산요 방송 디지털 텔레비전 (CH 21)

#### JOZ
- JOZB : NHK 마쓰야마 라디오 제2방송
  - JOZB-DTV : NHK 마쓰야마 교육 텔레비전
- JOZF : 기후 방송 (GBS) 라디오 (AM 1431kHz)
  - JOZF-DTV : 기후 방송 디지털 텔레비전 (CH 30)
- JOZK : NHK 마쓰야마 라디오 제1방송
  - JOZK-DTV : NHK 마쓰야마 종합 텔레비전
  - JOZK-FM : NHK 마쓰야마 FM방송
- JOZR : 고치 방송 (RKC) 라디오 (AM 900kHz)
  - JOZR-DTV : 고치 방송 디지털 텔레비전 (CH 17)